# Thyroscyphus ramosus
Thyroscyphus ramosus är en nässeldjursart som beskrevs av George James Allman 1877. Thyroscyphus ramosus ingår i släktet Thyroscyphus och familjen Thyroscyphidae. Inga underarter finns listade i Catalogue of Life.